# Partito Uguaglianza
Il Partito Uguaglianza (in azero Müsavat Partiyası, MP) è un partito politico azero.

## Dalla fondazione al 1989
Musavat fu fondato nel 1911 da Memmed Emin Resulzade, Abbasgulu Kazimzade e Taghi Nagioglu, quale organizzazione politica segreta. Fra i suoi membri originari si annoverano Veli Mikayiloghlu, Seyid Huseyn Sadig, Abdurrahim bey, Yusif Ziya bey e Seyid Musavi bey. Il suo nome originario fu Partito Uguaglianza Democratico Islamico. Obbiettivo principale del partito era quello di riunire tutti i musulmani, indipendentemente dalle differenze etniche, per favorirne l'indipendenza politica e lo sviluppo economico. Alle posizioni islamiste, dopo la rivolta in Turchia dei "Giovani turchi", il Musavat affiancò anche l'intento di riunire tutti i turcofoni sottoposti alla dominazione russa.
Il programma del Musavat, che si rivolgeva alle masse popolari azere e ai credenti di religione musulmana, era composto dai seguenti punti:
- Unità di tutti i musulmani senza distinzione di nazionalità
- Indipendenza di tutte le nazioni musulmane
- Elargizione di ogni forma di sostegno morale e materiale alle nazioni musulmane in lotta per l'indipendenza
- L'eliminazione di ogni tipo di barriera che ostacoli la diffusione della fede islamica e la lotta per la libertà
- Il collegamento con tutte le realtà politiche che sostengano la diffusione della religione islamica
- Il collegamento con tutti i partiti politici stranieri che hanno come obiettivo il bene e lo sviluppo dell'umanità
- L'intensificazione della lotta per lo sviluppo economico e morale dei musulmani

Nel 1917 i democratici-islamici si fondono con il Partito dei Turchi Federalisti, conservatori, dando vita ad Uguaglianza - Partito dei Turchi Federalisti. Divenuto ormai una forza politica ufficiale, al suo primo congresso, nel 1917, il Musavat chiese che la Russia diventasse una repubblica democratica e federale, nella quale si riconoscesse ampia autonomia territoriale ad Azerbaigian, Kirghizistan, Turkistan e Baschiria e si attribuisse autonomia culturale alle etnie che non possedevano un territorio definito.
Nel gennaio del 1918 si svolsero le elezioni dell'Assemblea Costituente Russa, frutto della rivoluzione dell'ottobre 1917. Il Musavat divenne la decima forza politica della Russia. Nello stesso anno venne proclamata l'indipendenza dell'Azerbaigian ed alle elezioni politiche il Musavat divenne il primo partito politico. I cinque governi guidati dal Musavat si impegnarono ad assicurare la nascita di uno stato laico, seppur ispirato al rispetto della religione islamica. Nel 1919 le donne azere vennero ammesse al diritto di voto.
L'attività del Musavat nei suoi primi anni a ridosso dello scoppio della prima guerra mondiale era quello di una associazione segreta relativamente piccola, così come gran parte delle organizzazioni similari diffuse in tutto il Medio Oriente finalizzate alla prosperità e all'unità politica di tutti i popoli e le nazioni di religione islamica e di stirpe turca. Gli elementi filo-turchi erano il riflesso degli ideali ancora freschi sorti all'interno del movimento dei Giovani Turchi all'interno dell'Impero ottomano. I fondatori di questa ideologia furono intellettuali di origine azera appartenenti all'Impero russo, Ali bey Huseynzadeh e Ahmet Bey Ağayev (noto in Turchia con il nome di Ahmet Ağaoğlu), che fecero uso dell'unità linguistica dei popoli di lingua turca come perno per ravvivare il sentimento nazionalistico delle nazioni islamiche all'interno dell'Impero Russo.
Nel 1920 l'invasione sovietica pose fine alla Repubblica Democratica di Azerbaigian e all'esperienza politica del Musavat, che ritornò ad essere un'organizzazione segreta. Il Musavat, durante tutto il periodo del regime comunista, fondò varie sedi in tutte le nazioni in cui si rifugiarono i "democratici islamici" in esilio (Germania, Turchia, Polonia, ecc.). La sede centrale dell'attività del Musavat in esilio fu Istanbul per tutti gli anni '30 e '40 e poi Ankara dagli anni '50 in poi.

## Il nuovo corso
Nel 1989, caduto il regime comunista, venne fondato il Nuovo Partito Uguaglianza Democratico Nazionale Azero, che si ispirava all'esperienza di Uguaglianza - Partito dei Turchi Federalisti. Nel 1992 il Nuovo Musavat ed il Musavat in esilio si fusero dando vita al Musavat Partiyası (Partito Uguaglianza). Fin dal 1993 il Musavat è sempre stato all'opposizione dei governi guidati dal Partito del Nuovo Azerbaigian, conservatori laici. Alle elezioni del 2000 e del 2001 MP elesse appena 2 seggi. Alle presidenziale del 2003, il candidato di MP Isa Qambar, leader del partito, si posizionò secondo con il 14% dei suffragi. alle elezioni del 2005 MP si presentò nella coalizione "Libertà" insieme ai socio-liberali del Partito Fronte Popolare Azero ed ai centristi del Partito Democratico Azero. MP elesse 5 deputati su 125. Alle politiche del 2010 MP scese all'1,8% dei voti e non elesse deputati.